# Carrascosa de Henares
Pour les articles homonymes, voir Carrascosa.
Carrascosa de Henares est une commune d’Espagne, dans la province de Guadalajara, communauté autonome de Castille-La Manche.